# 海莱伊马恩迪
海莱伊马恩迪（Haileymandi），是印度哈里亚纳邦Gurgaon县的一个城镇。总人口17072（2001年）。

## 人口
该地2001年总人口17072人，其中男性9063人，女性8009人；0—6岁人口2473人，其中男1392人，女1081人；识字率69.14%，其中男性为75.81%，女性为61.59%。